# Lacul Rogojești
Lacul Rogojești este un lac de acumulare aflat pe cursul superior al râului Siret, la 12 km de la intrarea acestuia în România și la 110 km de la izvorul său. Barajul este amplasat în aval față de orașul Siret și în amonte de satul Rogojești, județul Botoșani și comuna Grămești, județul Suceava. 
Barajul este realizat din pământ omogen (cu materiale locale), prevăzut cu un evacuator de beton tip stăvilar, cu mască de beton în amonte.
Funcțiunea principală a barajului este acea de suplimentare a debitelor în Acumularea Bucecea din aval și de alimentare cu apă, dar și de apărare de inundații. Digurile de limitare a lacului și digurile de apărare a orașului Siret au creat patru
incinte închise în care sunt amplasate stații de pompare pentru evacuarea apelor din sistemele de desecare aferente.

## Caracteristici principale
Barajul
- cotă de retenție normală = 300,00 m.d.m.;(298,50 – restricționat);
- cotă coronament = 302,00 m.d.m.;
- înălțime baraj = 14,00 m;
- lățime coronament = 6,00 m;
- lungime albie regularizată în aval = 530,00 m;
- lățime = 66,00m.

Lacul
- suprafața lacului (luciu de apă) = 850,00 ha;
- volum total în lac = 55,80 milioane mc;
- volum util = 26,00 milioane mc.

## Imagini

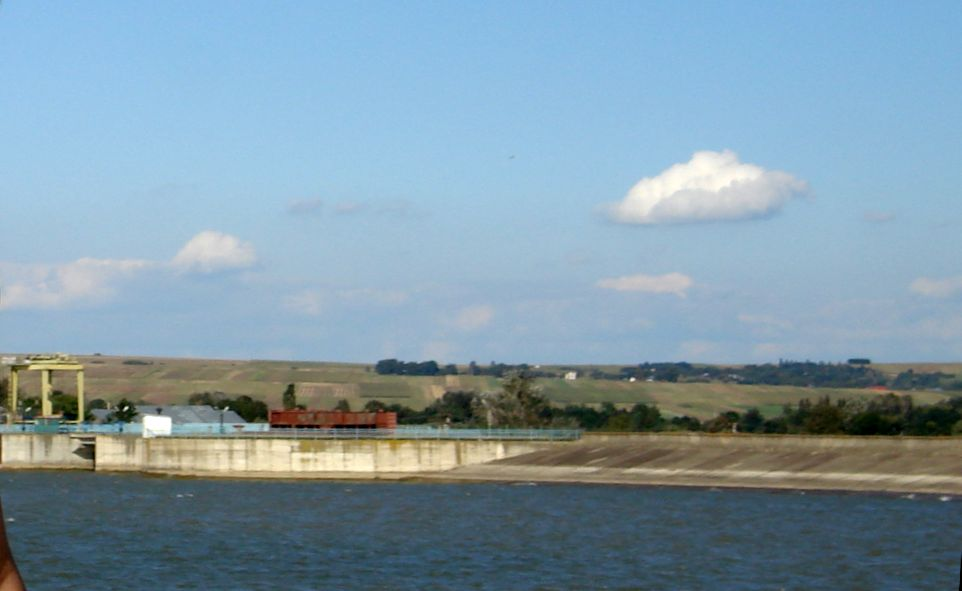
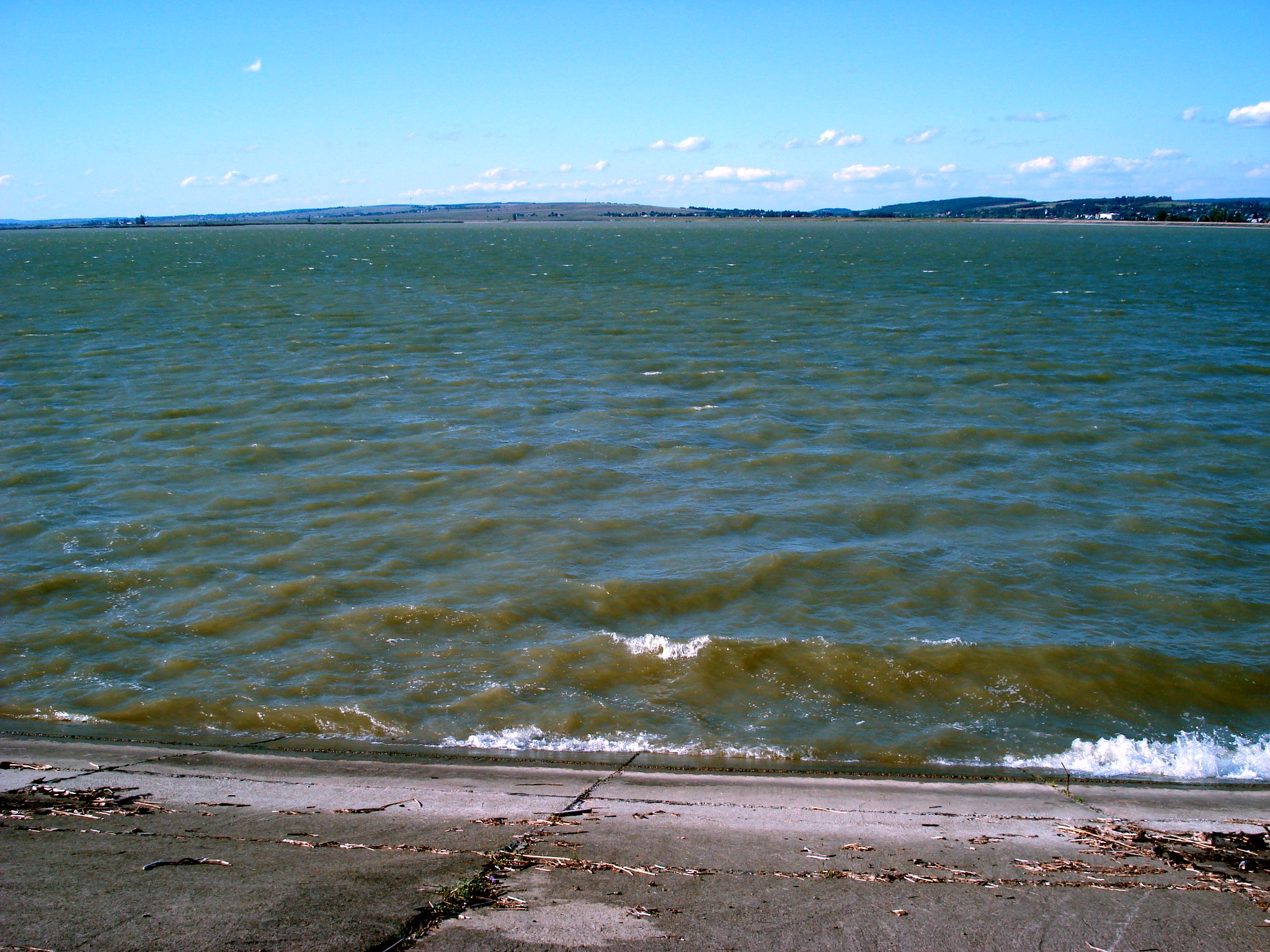
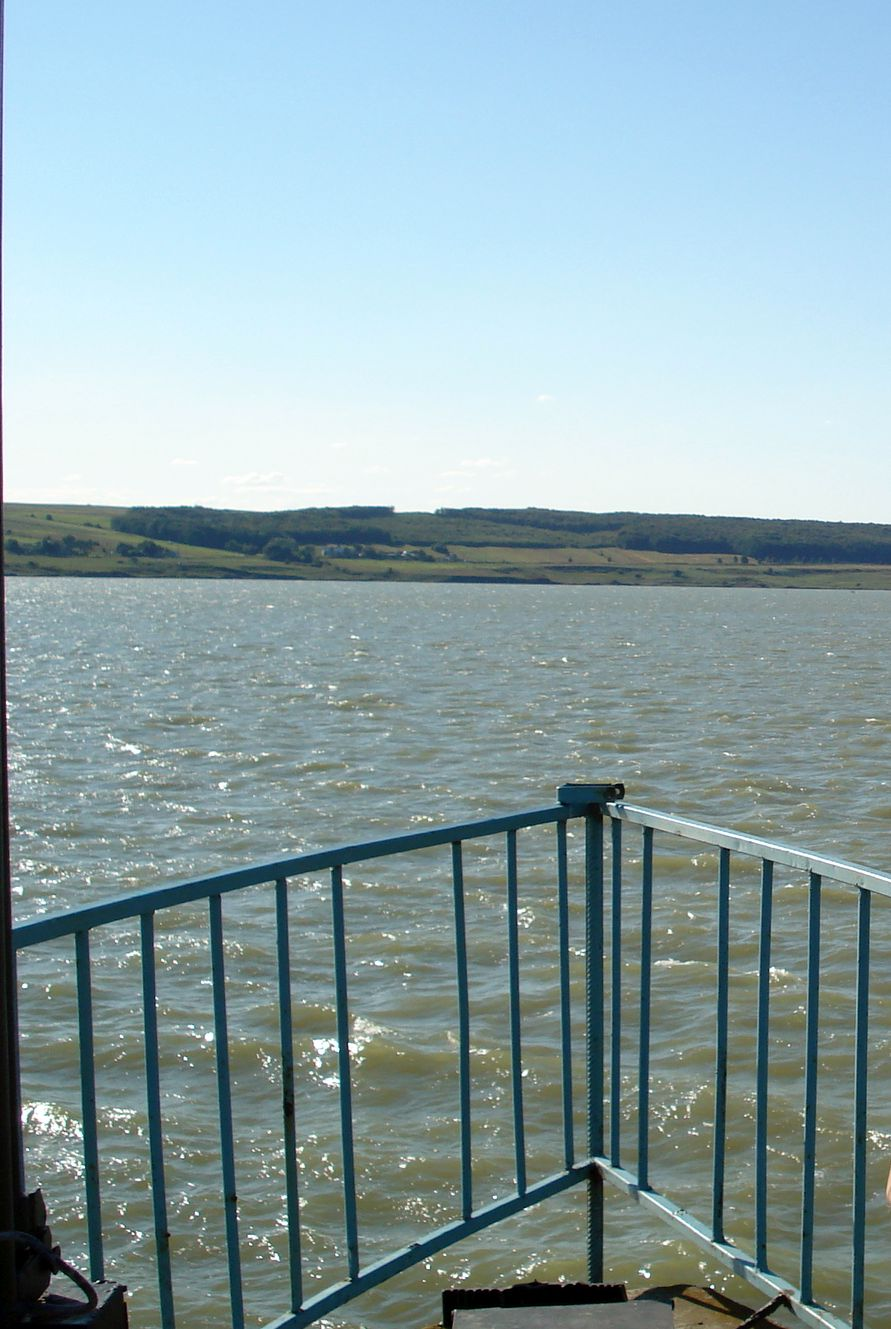
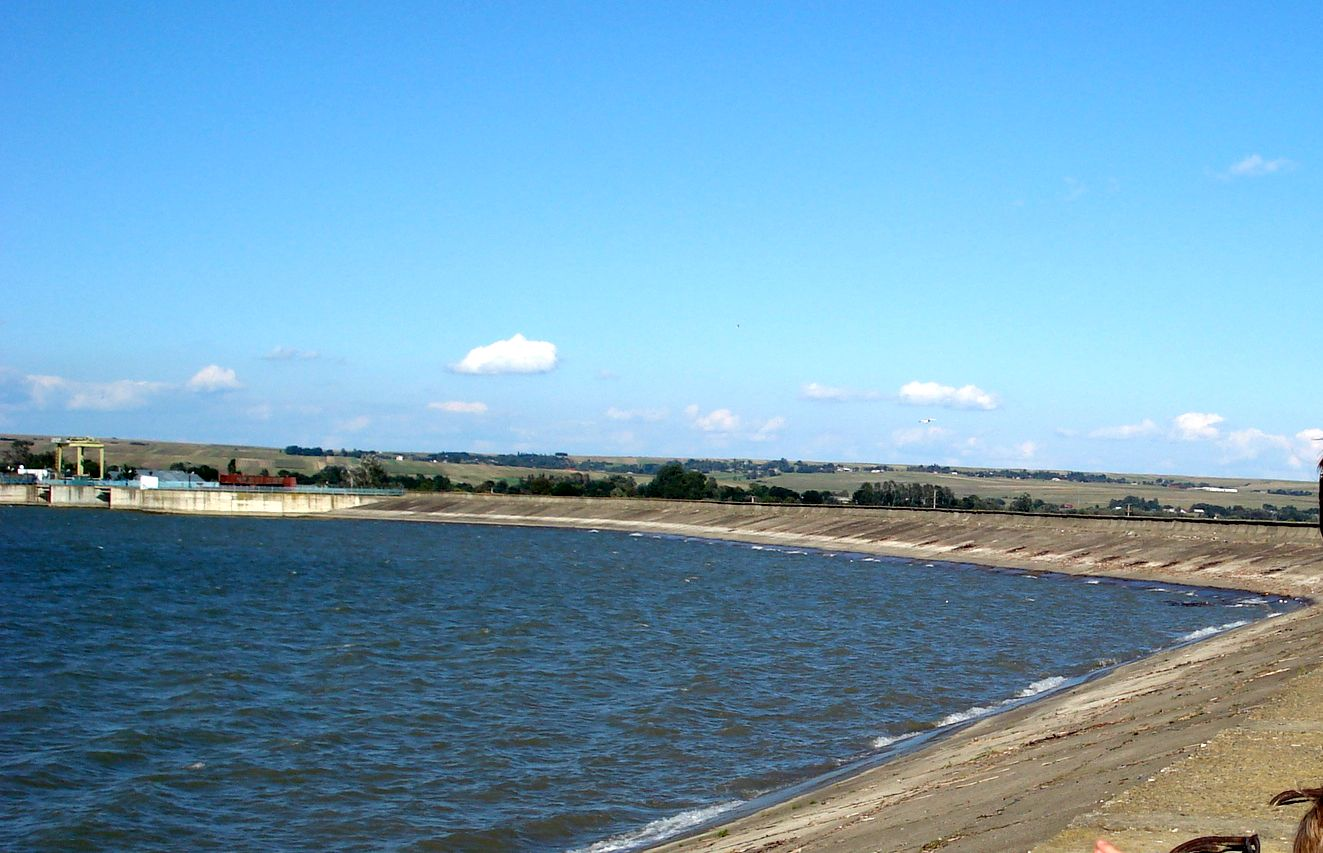
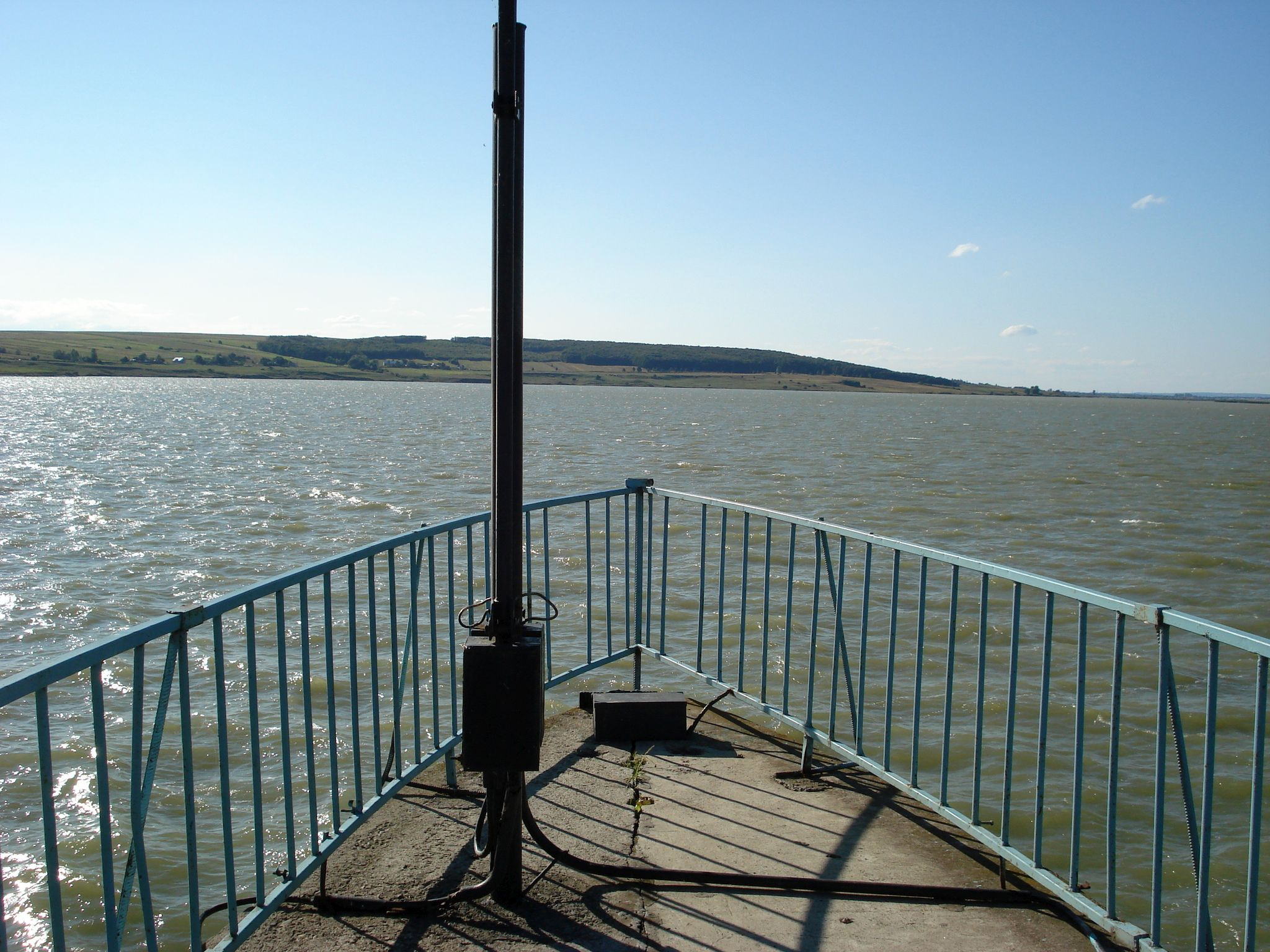